# Scolopendra afer
Scolopendra afer är en mångfotingart som först beskrevs av Frederik Vilhelm August Meinert 1886.  Scolopendra afer ingår i släktet Scolopendra och familjen Scolopendridae. Inga underarter finns listade i Catalogue of Life.